# 嘎托镇
嘎托镇，是中华人民共和国西藏自治区昌都市芒康县下辖的一个乡镇级行政单位。是芒康县县城所在地。

## 行政区划
嘎托镇下辖以下地区：
嘎托社区、火拉村、嘎托村、巴拉村、加它村和普拉村。